# 세원텔레콤
세원텔레콤(Sewon Telecom)은 2006년 부도로 폐업한 대한민국의 옛 휴대 전화 제조 기업이었다. 1988년 세원실업으로 설립하여 1992년 세원전자로 법인전환하고 1996년 세원텔레콤으로 회사명을 변경하였다.

## 역사
```
1996년
부터 
미국
의 
모토로라
, 
퀄컴
 등과 기술제휴를 맺고
[
1
]
 휴대전화 사업을 본격 개시, 
1999년
부터 
SK텔레텍
에 휴대 전화 단말기 
스카이
(SKY)를 납품하였고
[
2
]
, LG텔레콤(현 
LG유플러스
)에도 카이 코코, 카이 코스모 등의 휴대 전화 단말기를 납품하였다.
```

그러나 2001년부터 시작한 중국 진출이 이듬해부터 부진 상태에 빠졌고, 836억원의 차입금 상환, 휴대 전화 단말기 불량에 따른 리콜 실시 등으로 경영난을 겪다 2004년 법정관리를 신청했으며, 통신기기 제조업체 한창과 인수 협상을 벌였으나 결렬되어 2006년 5월 11일 인천지방법원으로부터 파산 선고를 받고 기업이 해체되었다.
현재 경기도 김포시 운양동의 옛 세원텔레콤 자리에는 롯데마트가 들어서 있다.